# Elizabeth Onuah
Elizabeth Onuah (* 20. September 1995) ist eine nigerianische Gewichtheberin.

## Karriere
Onuah gewann 2010 bei den Jugend- und den Junioren-Afrikameisterschaften in Kairo jeweils Silber. Allerdings wurde sie bei der Dopingkontrolle positiv auf Hydrochlorothiazid und Amilorid getestet und vom Weltverband IWF für zwei Jahre gesperrt. Nach ihrer Sperre gewann sie bei den Afrikaspielen 2015 in Brazzaville die Goldmedaille in der Klasse bis 53 kg. Danach wurde sie erneut wegen Amilorid gesperrt, diesmal bis 2023.